# Димитрий (опера)
Димитрий (чеш. Dimitrij) — четырехактная опера чешского композитора Антонина Дворжака на либретто Марии Червинковой-Ригровой (чеш. Marie Červinková-Riegrová).
Дворжак начал сочинение в мае 1881 года, с перерывом на сочинение струнного квартета для Квартета Хельмесбергера, законченного в ноябре 1881. Первая постановка оперы состоялась в Праге в Новом чешском театре (чеш. Nové České Divadlo) 8 октября 1882 года.
Либретто изначально планировалось для композитора Карела Шебора, но не вызвало у него интереса. Либреттист предложила текст Дворжаку, принявшему его с энтузиазмом, но потребовав внести большое количество изменений, среди них больше возможностей для ансамблевых сцен. Сценарий основывается на пьесе Фердинанда Бшетислава Миковца (чеш. Ferdinand Břetislav Mikovec) «Димитр Иванович», которая, в свою очередь, основывается на пьесе «Demetrius» Фридриха Шиллера.
Опера имела большой успех, тем не менее композитор попросил либреттиста переделать четвёртый акт (версия 1885 года). В 1885 году опера снова была серьезно переделана под влиянием музыки Вагнера (премьера редакции в 1892).

## Первое исполнение
| Партия                       | Голос      | Исполнители на премьере, 8 октября, 1882 (Дирижёр — Моржич Ангер) |
| ---------------------------- | ---------- | ----------------------------------------------------------------- |
| Иов, Патриарх Московский     | бас        | Фердинанд Коубек                                                  |
| Князь Василий Шуйский        | баритон    | Йосеф Лев                                                         |
| Пётр Фёдорович Басманов      | бас        | Франтишек Хинек                                                   |
| Ксения Борисовна             | сопрано    | Ирма Рейхова                                                      |
| Димитрий Иванович            | тенор      | Вацлав Соукуп                                                     |
| Марфа Ивановна               | контральто | Элеонора Гайерова                                                 |
| Марина Мнишек, жена Димитрия | сопрано    | Мари Зофи Ситтова                                                 |
| Неборский                    | баритон    | Й. Кристл                                                         |
| Бучинский                    | баритон    | Вацлав Миколаш                                                    |

## Содержание
Действие происходит в Москве во время великой смуты.

### Акт I
После смерти царя Бориса русский народ разделен между последователями Годуновых и поддерживающими (под предводительством полководца Басманова) Лжедмитрия I, мужа польской дворянки Марии Мнишек из семьи Сандомиров. Димитрий победит, если Марфа (жена Ивана Грозного) публично узнает в нём своего сына. Несмотря на то, что инокиня видит правду, она «узнает» Димитрия, надеясь использовать его как пешку в своей игре.

### Акт II
Между новым царем и его женой, властолюбивой Мариной Мнишек, разгорается спор. Марина хочет, чтобы в России все было подчинено шляхетской власти: ведь Димитрий завоевал трон с помощью польского оружия. Сам же он хочет править как русский царь. В склепе своего "отца" Ивана Грозного Димитрий спасает Ксению Годунову, прячущуюся там от польских солдат; раскрывает заговор Шуйского (опекуна Ксении) и приговаривает его к казни.

### Акт III
Ксения умоляет Димитрия помиловать опекуна. Марина, видя, что Димитрий увлечен Ксенией, грозит выдать его тайну: он не сын Ивана Грозного, а монах Гришка Отрепьев. Димитрий потрясен.

### Акт IV
Ксения оплакивает свою преданную любовь. Наёмники Марины её убивают; Марина открывает народу происхождение Димитрия. Шуйский убивает Димитрия. Все умерли.

## Записи
- 1946 (реставрирована 1995, издана 2004, Český rozhlas/Společnost Bena Blachuta SBB 002-04-02) Партии: Димитрий — Бено Блахут, Марфа — Марта Краснова, Марина — Зденка Хрнчиржова, Ксения — Мари Будикова, Басманов — Карел Калаш, Шуйский — Станислав Муж, Иов — Ярослав Веверка, Неборский — Владимир Йеденацтик, Бучинский и Неборский — Ян Соумар. Симфонический оркестр и хор Чехословацкого радио в Праге. Дирижёр Карел Недбал.
- 1989 (издана 1991, 2004, Supraphon SU 3793-2) Партии: Димитрий — Лео Мариан Водичка, Марфа — Драгомира Дробкова, Марина — Магдалена Хайосйова, Ксения — Ливи Агхова, Басманов — Петер Микулаш, Шуйский — Иван Куснер, Иов — Лудек Веле, Неборский — Зденек Харванег, Бучинский — Павел Хадерер. Чешский филармонический оркестр, Пражский филармонический хор и хор Чехословацкого радио в Праге. Дирижёр Герд Альбрехт. Редакция 1881.